# Daniël Clarembaux
Daniël Joseph Clarembaux (Molenbeek-Saint-Jean, 5 de enero de 1883-Bruselas, 14 de junio de 1928) fue un deportista belga que compitió en remo. Ganó siete medallas en el Campeonato Europeo de Remo entre los años 1901 y 1920.

## Palmarés internacional
| Campeonato Europeo | Campeonato Europeo        | Campeonato Europeo | Campeonato Europeo |
| Año                | Lugar                     | Medalla            | Prueba             |
| ------------------ | ------------------------- | ------------------ | ------------------ |
| 1901               | Zúrich (Suiza)            | Medalla de plata   | Doble scull        |
| 1902               | Estrasburgo (Francia)     | Medalla de oro     | Doble scull        |
| 1903               | Venecia (Italia)          | Medalla de oro     | Doble scull        |
| 1904               | París (Francia)           | Medalla de plata   | Doble scull        |
| 1907               | Estrasburgo (Francia)     | Medalla de plata   | Doble scull        |
| 1909               | Juvisy-sur-Orge (Francia) | Medalla de oro     | Doble scull        |
| 1920               | Mâcon (Francia)           | Medalla de plata   | Ocho con timonel   |